# Instruments de musique de Turquie
Vous pouvez aider à l'améliorer ou bien discuter des problèmes sur sa page de discussion.
- Il ne cite pas suffisamment ses sources. Vous pouvez indiquer les passages à sourcer avec {{référence nécessaire}} ou {{Référence souhaitée}}, et inclure les références utiles en les liant aux notes de bas de page. (Marqué depuis décembre 2018)
- Certaines informations devraient être mieux reliées aux sources mentionnées dans la bibliographie ou les liens externes. Améliorez sa vérifiabilité en les associant par des références. (Marqué depuis décembre 2018)

- Archive Wikiwix
- Bing
- Cairn
- DuckDuckGo
- E. Universalis
- Gallica
- Google
- G. Books
- G. News
- G. Scholar
- Persée
- Qwant
- (zh) Baidu
- (ru) Yandex
- (wd) trouver des œuvres sur Wikidata

Liste alphabétique d’instruments de musique de Turquie :
- clarinette
- çümbüş
- darbuka
- davul
- kanun
- kaval
- kemençe
- ney
- oud
- saz (bağlama, cura, divan sazı)
- tanbura
- violon
- zurna

## Par famille
Cordes pincées
- saz :
  - Bağlama
  - Saz
  - divan sazı
  - tanbura
- kanun
- oud ou ud
- Laouto ou lavta[1]
- kopuz

Cordes frottées
- violon
- klasik kemençe
- yayli tanbur
- Karadeniz kemençesi (kemençe de la Mer Noire)
- ıklığ[2]
- Kanoun ou kanun

Vents
- Clarinette
- kaval
- ney
- zurna
- boru[3]
- tulum ou düdük

Percussions
- Darbouka et son dérivé le deblek
- davul
- def
- zil[4]
- mazhar[5]
- kudüm[6]
- nakkare[7]
- cuillères de bois[8]

## Source
Kurt et Ursula Reinhard, Turquie, Institut international d'études comparatives de la musique, Buchet/Chastel, Paris, 1969.